# Abdelaziz Touilbini
Abdelaziz Touilbini (født 16. oktober 1978) er en algerisk amatørbokser, som konkurrerer i vægtklassen Sværvægt. Toulbini har ingen større internationale resultater, og fik sin olympiske debut da han repræsenterede Algeriet ved sommer-OL 2008. Her blev han slået ud i første runde af Deontay Wilder fra USA.